# 東瓦利 (內華達州)
東瓦利（英語：East Valley）是位於美國內華達州道格拉斯縣的普查規定居民點。

## 人口
根據2020年美國人口普查的數據，東瓦利的面積為25.80平方千米，當中陸地面積為25.48平方千米，而水域面積為0.32平方千米。當地共有人口1558人，而人口密度為每平方千米60.39人。